# Monistrol-d’Allier
Monistrol-d’Allier – miejscowość i gmina we Francji, w regionie Owernia-Rodan-Alpy, w departamencie Górna Loara.
Według danych na rok 1990 gminę zamieszkiwały 312 osoby, a gęstość zaludnienia wynosiła 11 osób/km² (wśród 1310 gmin Owernii Monistrol-d’Allier plasuje się na 544. miejscu pod względem liczby ludności, natomiast pod względem powierzchni na miejscu 242.).